# Lophyrotoma
Lophyrotoma – rodzaj błonkówek z rodziny Pergidae.

## Zasięg występowania
Przedstawiciele tego rodzaju występują w Australii, Papui-Nowej Gwinei oraz Indonezji.

## Systematyka
Do  Lophyrotoma zaliczanych jest 15 gatunków:
- Lophyrotoma analis
- Lophyrotoma cibdeliformis
- Lophyrotoma cyanea
- Lophyrotoma cygnus
- Lophyrotoma interrupta
- Lophyrotoma leachii
- Lophyrotoma minuta
- Lophyrotoma nacenta
- Lophyrotoma nigripes
- Lophyrotoma opima
- Lophyrotoma ramosa
- Lophyrotoma towenda
- Lophyrotoma uniformis
- Lophyrotoma zimba
- Lophyrotoma zonalis